# 体育中心駅 (廈門市)
体育中心駅（たいいくちゅうしんえき、閩南語:Thé-io̍k Tiong-sim tsām）は、中華人民共和国福建省廈門市思明区湖浜北路にある、廈門軌道交通の駅である。2号線と3号線が乗り入れ、両路線の接続駅となっている。

## 歴史
- 2019年12月25日2号線の駅として開業。
- 2021年6月25日3号線の駅として開業。

## 駅構造

### のりば
| 番線 | 路線              | 方面                                      | 行先          |
| ---- | ----------------- | ----------------------------------------- | ------------- |
|      | 廈門軌道交通2号線 | 建業路・馬青路・新垵・鼎美 方面           | 天竺山 行き   |
|      | 廈門軌道交通2号線 | 嶺兜・何厝・両岸金融中心・鍾宅 方面       | 五縁湾 行き   |
|      | 廈門軌道交通3号線 | 湖浜東路・曾厝垵・廈大白城・廈大南門 方面 | 沙坡尾 行き   |
|      | 廈門軌道交通3号線 | 坂尚・後村・蔡厝・陽塘新村 方面           | 翔安機場 行き |

## 隣の駅
廈門軌道交通
■2号線
育秀東路駅 - 体育中心駅 - 湖浜中路駅
■3号線
湖浜東路駅 - 体育中心駅 - 人才中心駅